# Lagarde (Alto Garona)
Lagarde (em occitano:  La Garda de Lauragués) é uma comuna francesa na região administrativa da Occitânia, no departamento do Alto Garona. Estende-se por uma área de 11.69 km², com 415 habitantes, segundo o censo de 2018, com uma densidade de 36 hab/km².